# Doença psicossomática
Psicomatismo é um termo usado para distinguir pessoas que tem o problema de ler alguns sintomas e sentir. Pessoas com doenças psicossomáticas são pessoas cujos sintomas somáticos são causados ou influenciados por processos mentais.

## Origem Teórica e Linhas Teóricas
O surgimento dos casos de histeria, durante o século XIX, fizeram com que questões capciosas surgissem para o projeto da medicina científica e naturalista. Em um contexto histórico onde a razão e o culto à consciência predominavam, os sintomas como paralisias e inibições que não correspondiam a algo orgânico intrigavam e se colocavam como um desafio para a época, permitindo, assim, que outras ciências que não se delimitavam na lógica positivista, iniciassem as diretrizes de um conglomerado teórico que pudesse dar conta dessa realidade. Nesse sentido, no contexto dos estudos sobre a histeria de Freud e Breuer (1895), o conceito de Inconsciente vai sendo delineado, bem como as técnicas e os métodos que permitem sua investigação, levando à composição de uma nova ciência: a Psicanálise, constituída por um objeto e um método específicos.
Freud, que inicialmente investigou o inconsciente através da técnica da hipnose, descobriu que o não consciente possuía suas próprias leis de funcionamento que fogem totalmente à consciência, e é por meio dessas leis que fora desvendado o mecanismo conversivo que havia por trás dos sintomas histéricos. A conversão foi descrita por Freud como um mecanismo inconsciente, presente na matriz clínica da neurose histérica, em que a pulsão ligada a uma ideia é recalcada e convertida em representantes ideativos do próprio corpo. Mas não se trata, aqui, do corpo biológico, e sim do corpo erógeno, dotado de uma anatomia imaginária, que subverte o corpo real, de tal forma que a ordem erógena se constitui como um duplo da ordem biológica a partir da superfície corporal (Leclaire, 1979/1992). O corpo erógeno é aquele que tem, em sua anatomia imaginária, fantasias sexuais específicas que, de alguma maneira, estão interligadas a um órgão correspondente. É, portanto, um corpo desejante, que supera o determinismo biológico: os órgãos não são utilizados somente para satisfazer as necessidades de sobrevivência, como ocorre com os animais, mas também satisfazem, expressam e evocam desejos, e é nisso que o homem se diferencia dos animais: ele tem pulsões e não instintos.
Após anos de estruturação o termo psicossomático, surgiu no século passado, através de Heinroth, com a criação das expressões psicossomática (1918) e somatopsíquica (1928). (Mello Filho, 1992).
Contudo, só foi se consolidar em meados deste século, com as contribuições de Franz Alexander e da Escola de Chicago. Porém, as dúvidas com relação mente corpo continuam expressas na própria denominação psicossomática e ainda continua a ser usada por muitos estudiosos destes fenômenos.
Para Alexander, o termo psicossomático: deve ser usado apenas para indicar um método de abordagem, tanto em pesquisa quanto em terapia, ou seja, o uso simultâneo e coordenado de métodos e conceitos somáticos - de um lado e métodos e conceitos psicológicos por outro lado. (Alexander, 1989, p.42).

## Causas e Sintomas
Se você percebe que está ansioso e sabe o motivo, não se relaciona a algo grave, porém, se o indivíduo relacionar essas palpitações a problemas cardíacos e os exames não comprovarem isso, ele pode então, ficar obcecado e as palpitações podem piorar. Essa relação mente-corpo-organismo, é característica da doença psicossomática, que qualquer indivíduo que esteja exposto a situações que geram mal-estar emocional, podem estar suscetíveis a adquirir mais facilmente este tipo de doença.
Os sintomas variam de acordo com o tipo de instabilidade emocional. Exemplo: Estresse, tristeza, ansiedade, nervosismo e etc. Dentre o número extenso de sintomas existente destaca-se primeiramente os sintomas decorrentes das funções dos órgãos.
Aqueles que são resultantes das alterações das funções das fibras musculares lisas poderiam provocar no aparelho digestivo: Diarreia, vomito, prisão de ventre, alterações da motilidade do estômago e intestino; no aparelho respiratório: Asma, bronquite; no aparelho gênito-urinário: Cólicas renais, dor ao urinar, aumento da frequência urinária, ejaculação precoce, dentre outros.
Se suspeitar de qualquer sintoma que possa indicar uma doença psicossomática, é necessário procurar ajuda médica, de um clínico geral, para que se possa descartar realmente a possibilidade de outras doenças e, caso necessário, ser encaminhado para um psiquiatra ou psicólogo.

## Tentativa Terapêutica
A medicina, sempre busca o tratamento pela busca de suas causas, e aquelas doenças que possuem sua origem de aspectos emocionais, são nomeadas como psicossomáticas. As doenças psicossomáticas decorrem de conflitos internos, e seu tratamento não é tão simples. Antes de qualquer coisa, o paciente deve procurar por um médico, que irá reunir um conjunto de informações obtidas por meio da linguagem propedêutica, com o uso da anamnese, e também pela apreensão de sinais e sintomas visíveis. Após a confirmação da presença de uma doença de origem psicológica, geralmente os médicos encaminham os pacientes para outros profissionais, tais como, psicólogos, psiquiatras e outros. Também existem casos de apoio em religião e qualquer crença que seja proveniente da fé do paciente.
Muitos médicos acabam optando por utilizarem medicamentos, e tratarem da doença como se fosse de origem orgânica, porém esse método pode causar problemas ao paciente, como por exemplo a dependência pela substância.
Um ponto também muito importante, é a utilização do lazer. Na medicina psicossomática, existe diversos estudos que comprovam a existência dessas doenças por origem econômica e social, a utilização da diversão e a descontração pode ser muito eficaz para o tratamento, tomando conta dos pensamentos negativos.

## Abordagem entre a medicina e a psicologia
Hipocrátes (séc. VI a.C.), considerado pai da medicina, definiu o homem como um sistema integrado, constando de corpo, alma (psiquismo) e ambiente, entretanto, na medicina moderna, por muitas vezes há uma divisão artificial entre doenças “do corpo” e as “do espírito”. Contudo, em 1900, Sigmund Freud formado a partir da medicina iluminista, resolveu casos de Neurologia que estavam baseados no positivismo através da indicação de duas existências, a “Realidade Material” e a “Realidade Psíquica”, colocando a possibilidade de ocorrerem muitas manifestações desconhecidas (inconscientes) para o próprio individuo.
Por isso, vários fenômenos foram descritos por Freud como acting-out, como uma forma de assimilação e descarga do não dito, expresso em alguns momentos como sintoma. Seria o modo não verbal de transmitir a dor, a busca de expressão de um trauma e de restabelecer uma organização.
Muitas vezes, pacientes “poli-queixosos”, de difícil diagnóstico, com queixas crônicas, por vezes com sintomas de difícil de diagnóstico, muitas vezes andarilhos “incômodos” de especialista em especialista, que pode até mesmo gerar um sentimento de antipatia entre paciente-cuidador, já que esse paciente possui a tendência a bloquear a significação de seus sentimentos, podendo gerar formas de relacionamento interpessoal bastante comprometido.´
É necessário então que a medicina ocidental da hiperespecilização, focado muitas vezes apenas no campo biológico, ceda espaço para o biopsicossocial com a estratégia do acolhimento humanizado, onde a escuta é valorizada e onde a angustia desse paciente possa ter espaço.
Seja através de rodas de conversas, ou apoio com profissionais de saúde mental, o médico continua tendo seu papel fundamental. Logo, é necessário abertura e percepção da necessidade da atenção multiprofissional para essa questão global de saúde.
Algo que é sempre necessário ter em mente na medicina psicossomática é o cuidado para não culpabilizar o doente, acarretando o peso do fator culpa na já estabelecida doença, com risco de piorar o quadro.